# Englische Kirche (Bad Wildbad)

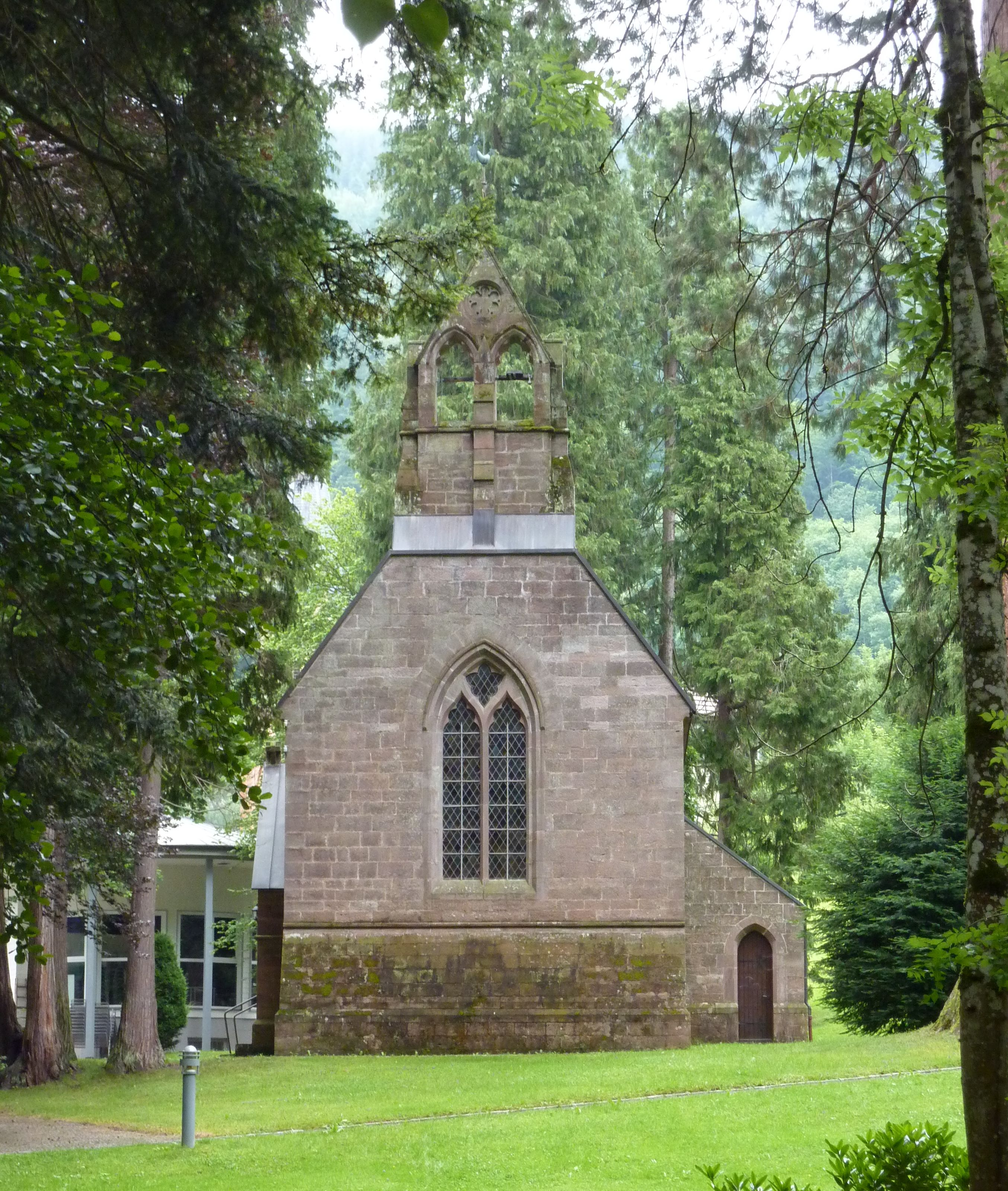
Die Englische Kirche

Die Englische Kirche befindet sich im Kurpark von Bad Wildbad in unmittelbarer Nähe zur Neuen Trinkhalle. Ihr ursprünglicher Name war Holy Trinity Church (Dreifaltigkeitskirche).

## Geschichte
Bedingt durch die hohe Zahl an englischen Besuchern und Kurgästen, hatte es in Wildbad schon vor Errichtung des Kirchengebäudes ab 1861  entsprechende Gottesdienste gegeben. Zu diesem Zweck war die evangelische Kirche in Wildbad genutzt worden. Ab 1864 bemühte sich Reverend Ludlow um den Bau einer eigenen Kirche. Württemberg steuerte zu diesem Zweck das Grundstück bei, der König unterzeichnete auf einer Subskriptionsliste, der Stadtrat von Wildbad spendete wie der König 1000 fl. und viele englische Gäste, die regelmäßig nach Wildbad zu kommen pflegten, unterstützten das Projekt ebenso wie G. J. R. Gordon, der Vertreter Großbritanniens in Stuttgart. Laut einem Artikel in den Illustrated London News aus dem Jahr 1869 stammten die Pläne für die Kirche von einem Architekten namens Withers aus der Doughty-street in London, der nur „assisted on the spot by Herr Beyer, of Stuttgardt“ worden sei; am Bauwerk selbst befindet sich allerdings eine Tafel, in der die Planung ganz dem Stuttgarter Architekten August von Beyer zugeschrieben wird, der dem Bauwerk die Gestalt einer mittelalterlichen Dorfkirche zu geben versuchte. Die Kirche wurde aus einheimischem rotem Sandstein errichtet.
Vermutlich um die Zeit der Erbauung wurden auch einige Wellingtonien in der Nähe der Kirche gepflanzt.
Außerdem wachsen um die Kirche herum zwei Mammutbäume, sowie Nutka-Scheinzypresseen, eine Eibe und ein Tulpenbaum.
Bis 1914 wurden in der Englischen Kirche regelmäßig anglikanische Gottesdienste abgehalten.
Seit 1945 befindet sich das Bauwerk in staatlichem Besitz. Jeweils donnerstags werden Abenandachten abgehalten. Außerdem finden in der Kirche Konzerte statt.

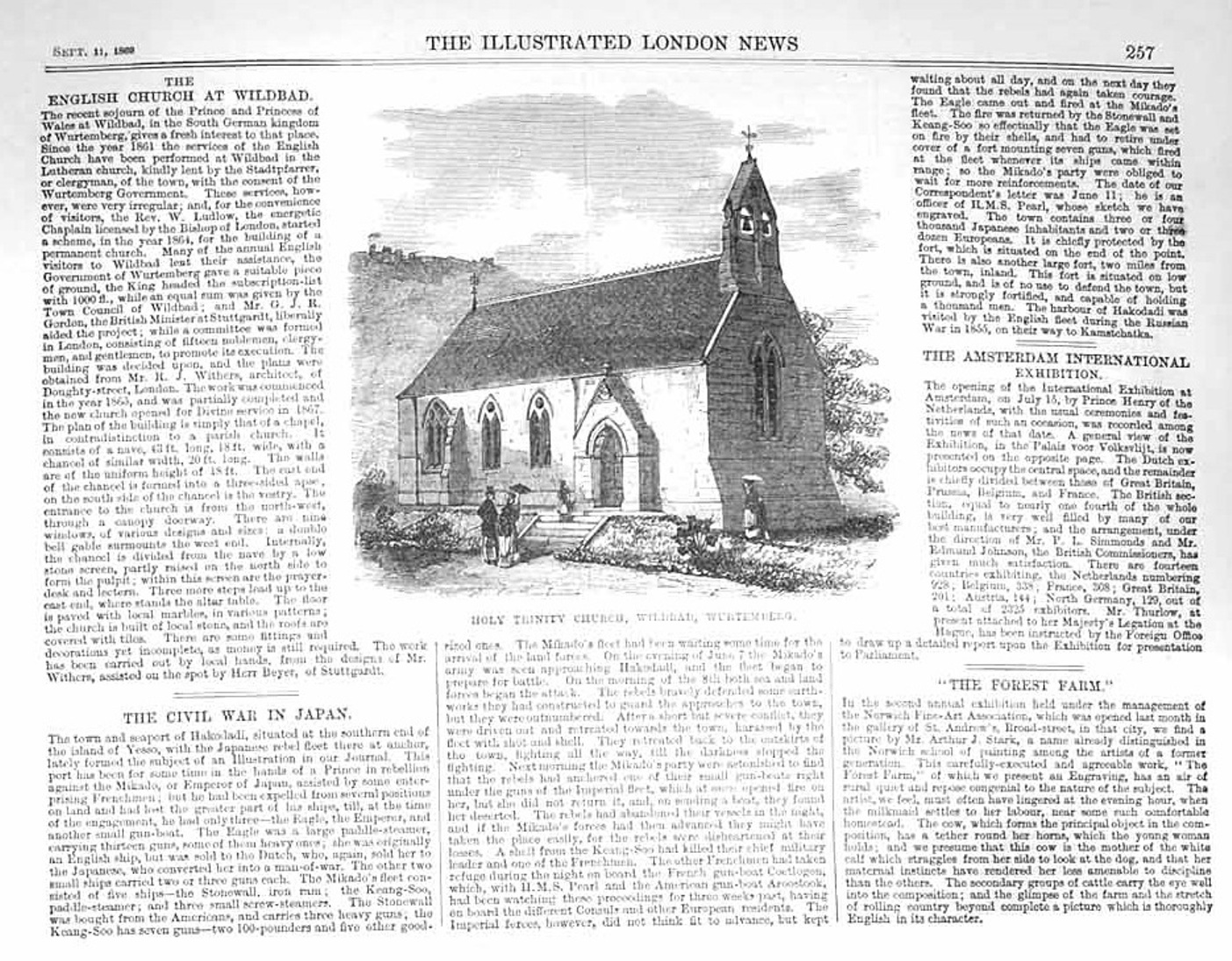
Die Kirche in den späten 1860er Jahren. Artikel in den Illustrated London News
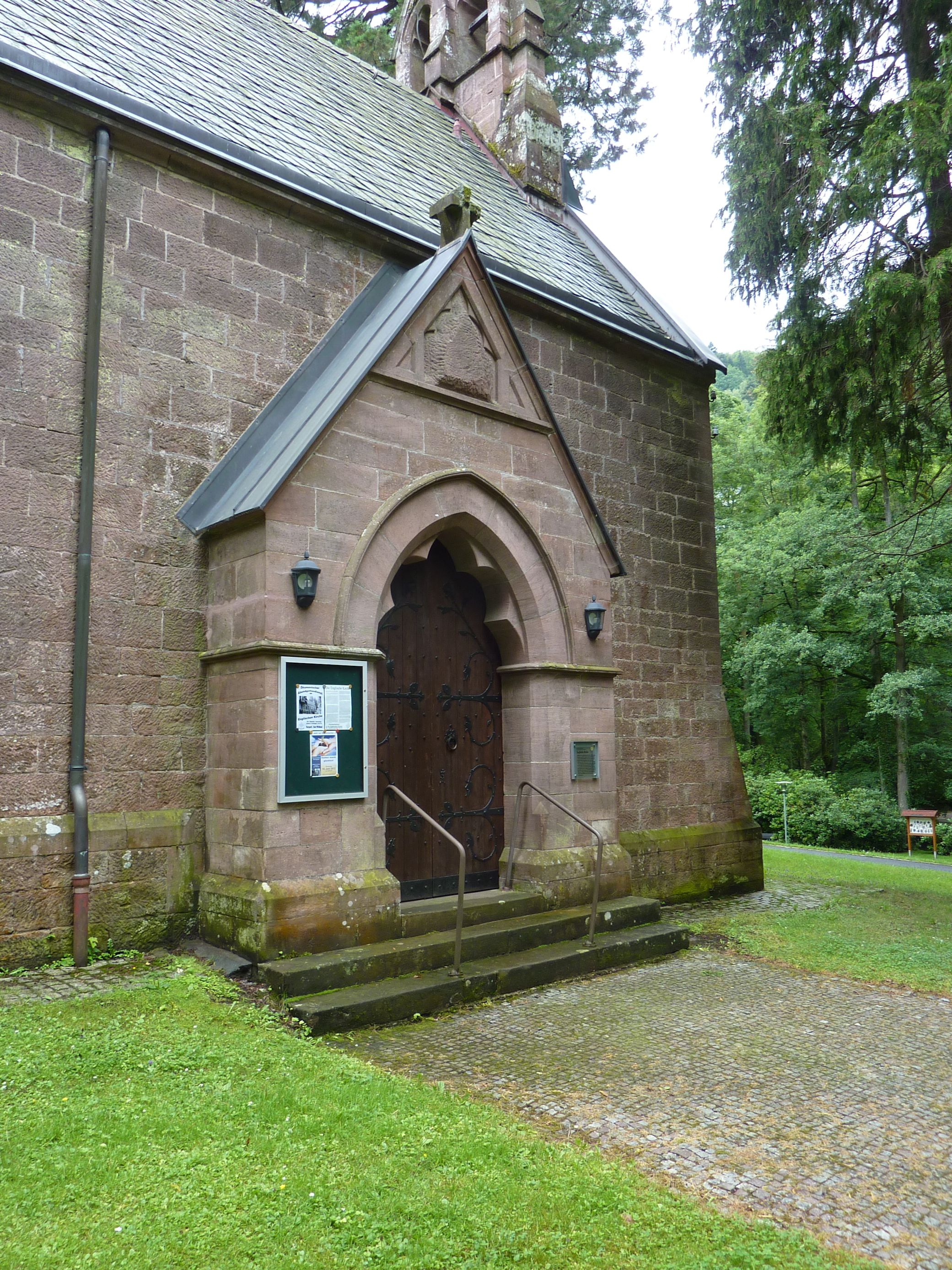
Portal der Englischen Kirche
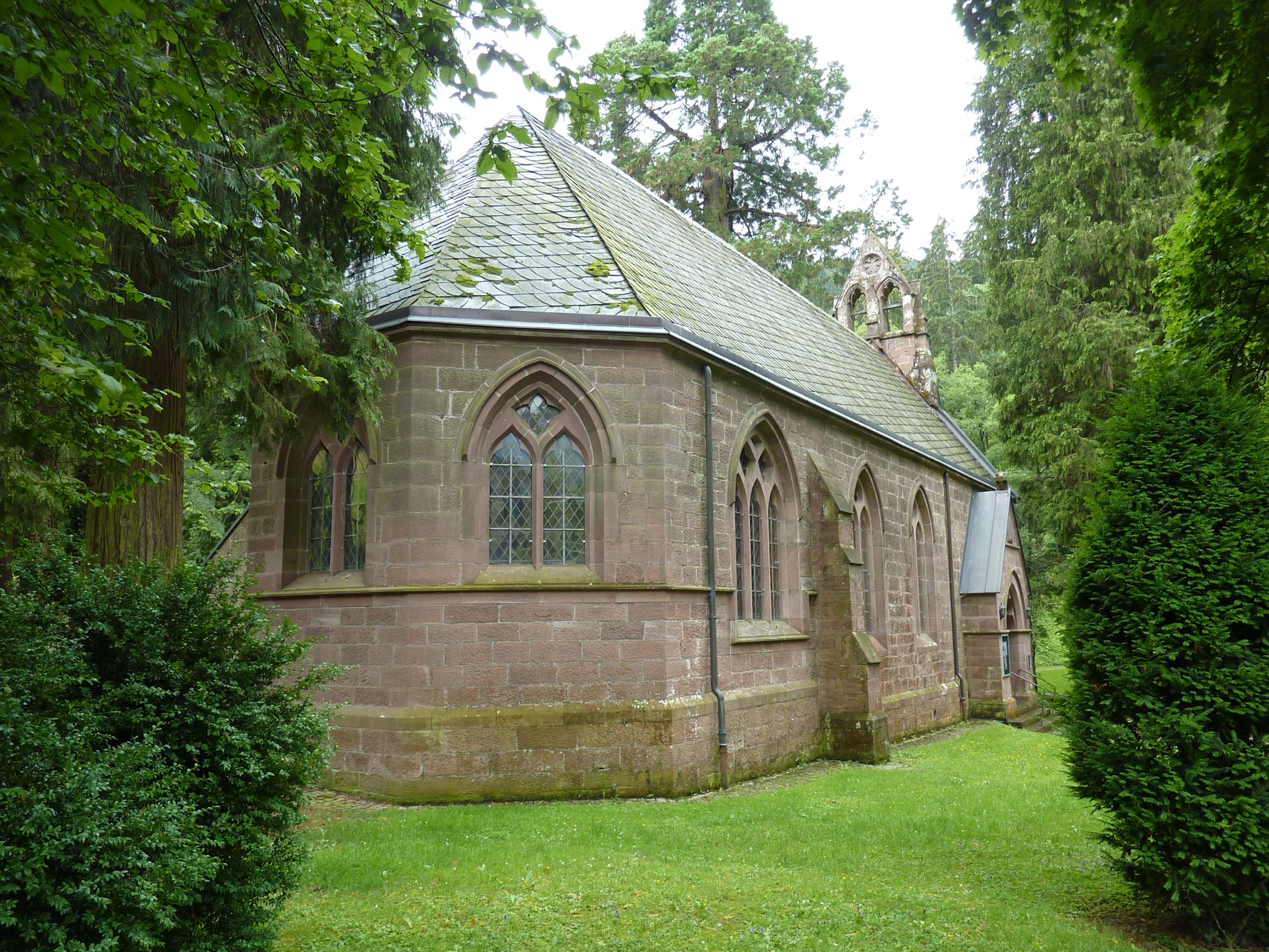
Blick auf die Kirche von der Trinkhalle
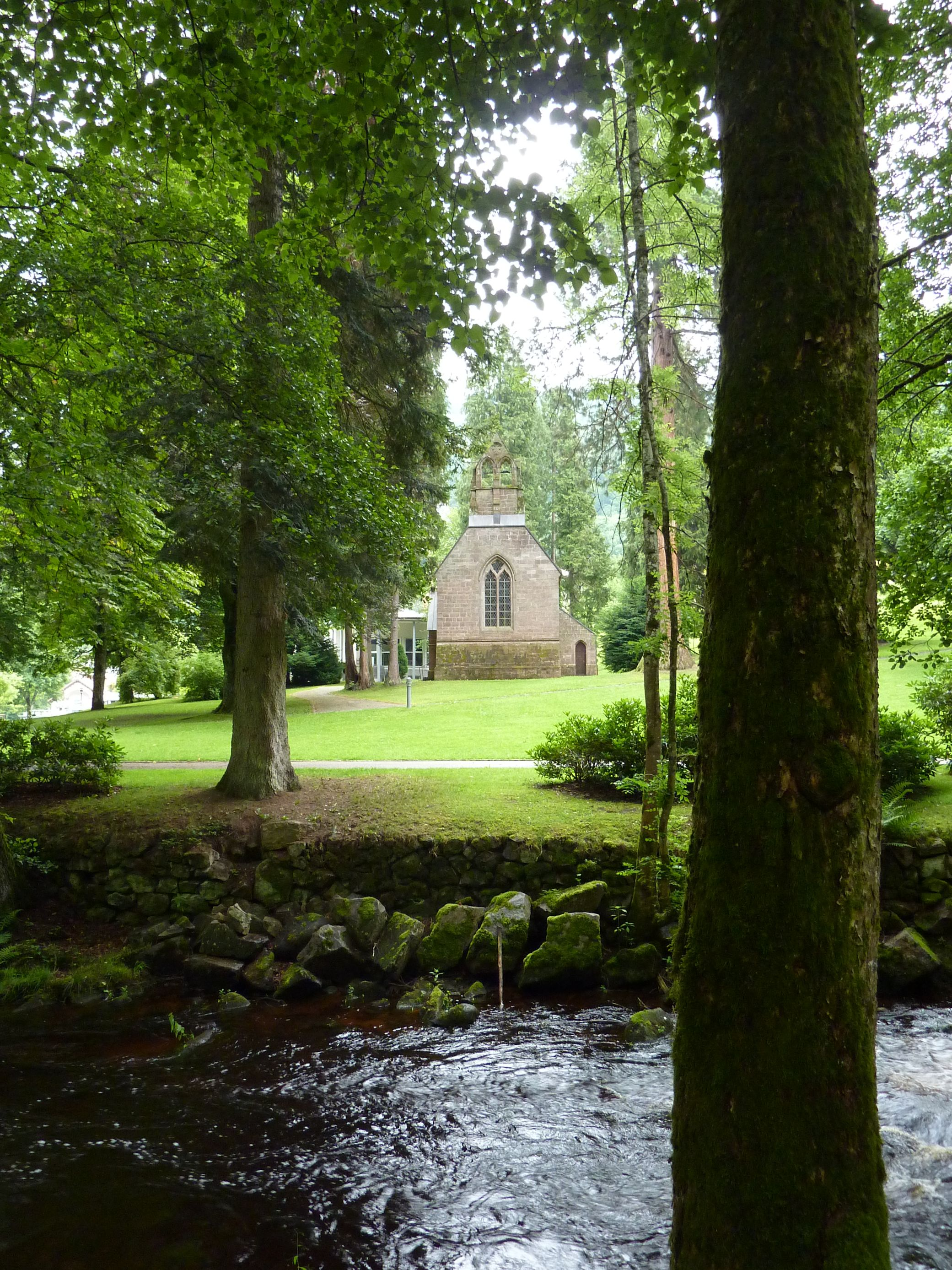
Blick über die Enz zur Kirche
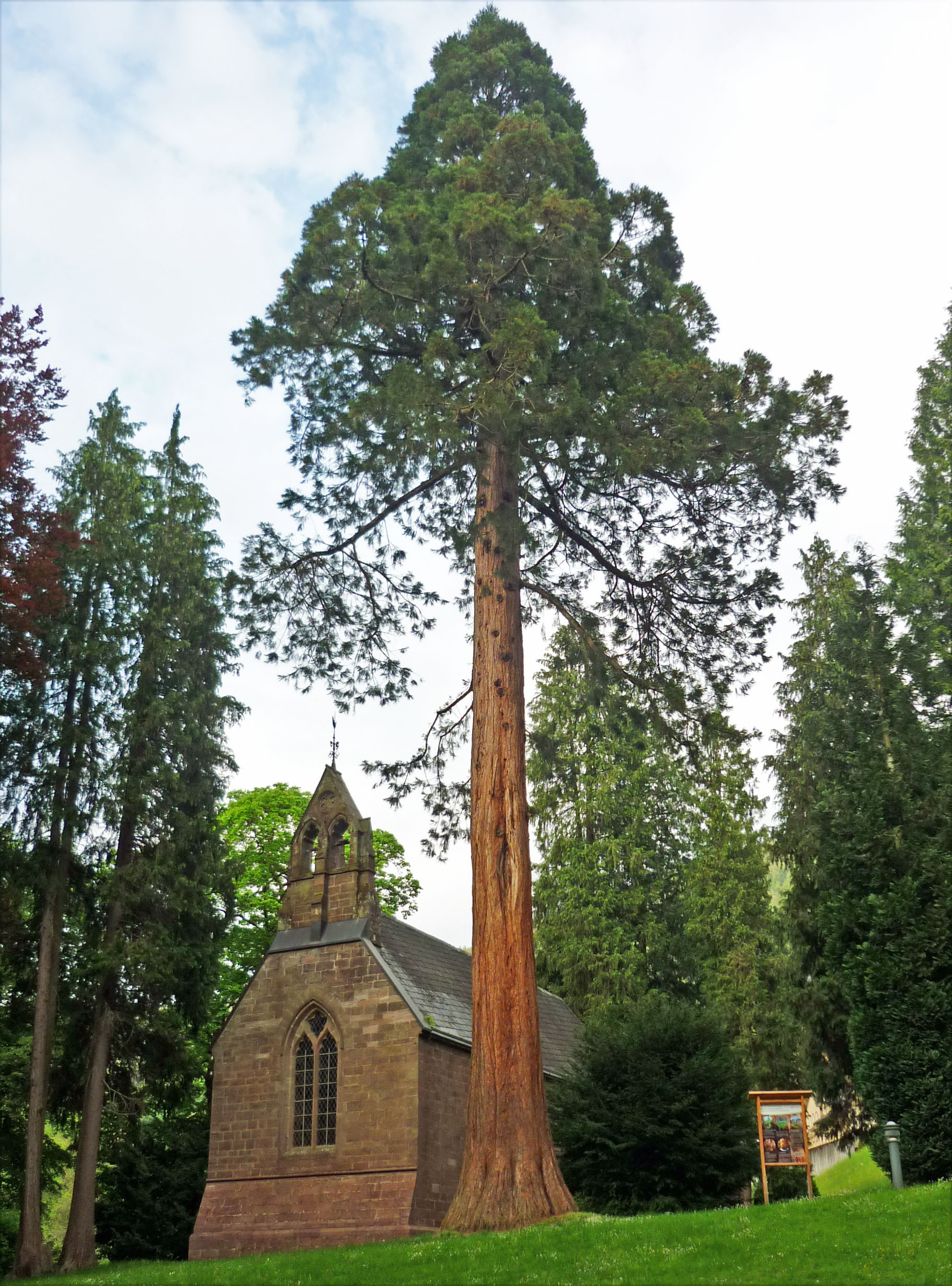
Kirche und Mammutbaum im Kurpark Bad Wildbad